# Dusk and Dawn
Dusk and Dawn ist ein Jazzalbum von Rich Halley. Die im November 2023 in Portland entstandenen Aufnahmen erschienen am 25. Oktober 2024 auf Pine Eagle Records.

## Hintergrund
Dusk and Dawn ist ein Album des Saxophonisten Rich Halley mit seinem langjährigen Quartett mit dem Posaunisten Michael Vlatkovich, dem Bassisten Clyde Reed und dem Schlagzeuger Carson Halley. Auf dem Album kombiniert Halley seine eigenen Kompositionen mit einigen Melodien, die aus spontanen Improvisationen seiner Band entstanden sind.

## Titelliste
- Rich Halley 4: Dusk and Dawn (Pine Eagle Records)

1. Spherical Aberration 7:47
2. The Return 8:26
3. Retrograde 9:38
4. After Dawn 4:44
5. Spatter 9:03
6. Stretching the Sinews 5:34
7. The Hard Truth 7:30

Die Kompositionen stammen von Rich Halley.

## Rezeption

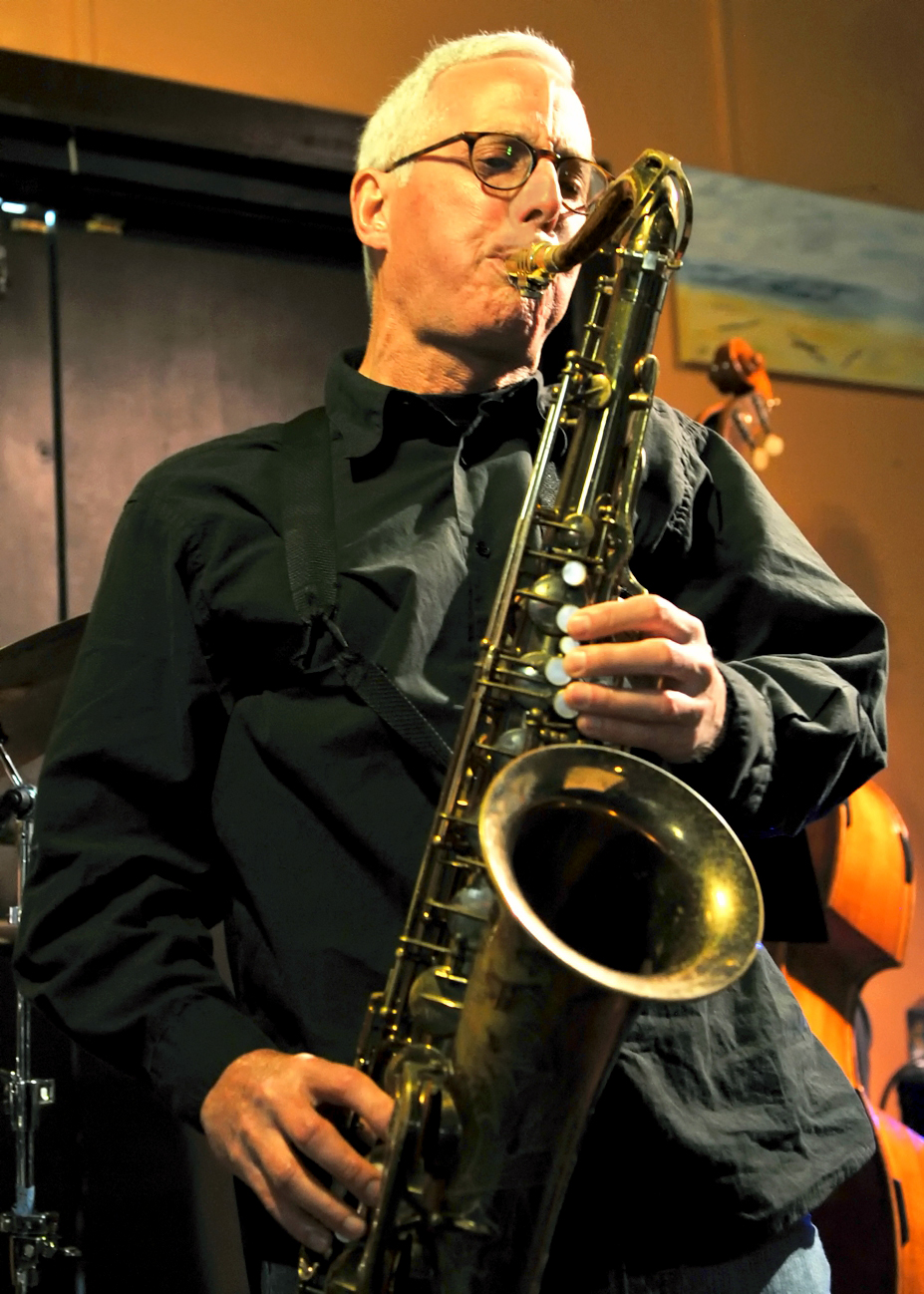
Rich Halley (2011)

Nach Ansicht von Glenn Astarita, der das Album in All About Jazz rezensierte, ist Dusk and Dawn ein bemerkenswertes Zeugnis für die Kraft des Jazz als Erzählmedium. Das Album würde die Essenz von Übergangsmomenten einfangen, sowohl zeitlich als auch klanglich, und ein Geflecht aus komplizierten Melodien und faszinierenden Improvisationssequenzen weben. Ab dem Eröffnungsstück „Spherical Aberration“ umhülle die reichhaltige Klanglandschaft die Zuhörer. Die kraftvollen Unisono-Linien Halleys und des Posaunisten Michael Vlatkovich würden wie zwei „Jazz-Kanonen“ durch das rhythmische Fundament schießen und die Bühne für einen feurigen Solokampf zwischen den Bläsern bereiten. Halleys Kompositionen seien alles andere als stagnierend, mit einer Vielzahl kleiner Motive, die in den großen Wandteppich eingewebt sind. Dieses Werk unterstreiche nicht nur Halleys Können als Komponist und Saxophonist, sondern zeige auch das außergewöhnliche Talent des Ensembles.
Die Musik des Album würde Esprit und Kreativität in einer improvisierten Sitzung des Erfindungsreichtums vereinen, schrieb De Dee McNeil (Making a Scene). Das sei experimenteller Jazz, teilweise spontan komponiert, von Musikern, die einander vertrauen und sich sehr gut kennen. Die Liebe zur Musik und Kreativität sei spürbar.